# トマス・ケン
トマス・ケン（Thomas Ken、1637年7月 - 1711年3月19日）は、イングランドの聖職者。イングランド国教会のバス・ウェルズ教区の主教（在位：1685年 - 1691年）。聖公会において聖人。
| スタブアイコン | サブスタブ | この項目は、まだ閲覧者の調べものの参照としては役立たない、人物に関連した書きかけの項目です。この項目を加筆・訂正などしてくださる協力者を求めています（P:人物伝/PJ:人物伝）。 |